# Freie-Partie-Weltmeisterschaft 1931

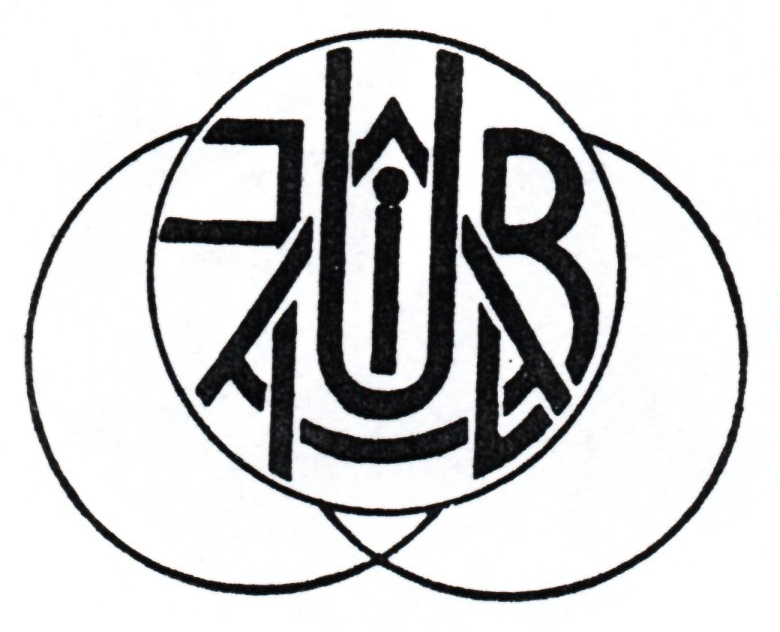
Logo UIFAB (ausrichtender Verband)

Veranstaltungsort: Vichy

Die Freie-Partie-Weltmeisterschaft 1931 war die vierte UIFAB-Weltmeisterschaft in der Freien Partie. Das Turnier fand vom 11. bis zum 15. Juli in Vichy in Frankreich statt.

## Geschichte
Obwohl Edmond Soussa nicht seine vierte Freie Partie Weltmeisterschaft in Folge gewinnen konnte, setzte er bei diesem Turnier neue Maßstäbe. Trotz zweier Niederlagen gegen Juan Butrón und Théo Moons war er der Star des Turniers. Er verbesserte alle Weltrekorde und war der erste Spieler, der eine Partie in einer Aufnahme beenden konnte. Auch andere Spieler blieben über den alten Weltrekordmarken. Der Sieger Théo Moons und der Portugiese Alfredo Ferraz zeigten Klasseleistungen und waren besser als die Bestleistungen aus dem Jahr 1930. Einen hervorragenden Eindruck hinterließ bei diesem Turnier der erst 19-jährige René Gabriëls aus Belgien. Er wurde bei seiner ersten Weltmeisterschaft Dritter und verlor die Rekordpartie gegen Soussa mit 0:500 in einer Aufnahme.

## Turniermodus
Es wurde in zwei Gruppen à fünf Spieler in einer Vorrunde im Round Robin Modus gespielt. Die letzten beiden jeder Gruppe schieden aus. Die restlichen acht Spieler spielten im Round Robin Modus gegeneinander der Weltmeistertitel aus. Die Partien gegen die ausgeschiedenen Spieler wurden in der Endrunde nicht gewertet. Bei Punktegleichstand wird in folgender Reihenfolge gewertet:
1. MP = Matchpunkte
2. GD = Generaldurchschnitt
3. HS = Höchstserie

## Vorrunde
| MP    | Match Points (Sieger = 2; Unentschieden = 1; Verlierer = 0) |
| Pkte. | Erzielte Karambolagen                                       |
| Aufn. | Benötigte Versuche                                          |
| GD    | Generaldurchschnitt                                         |
| BED   | Bester Einzeldurchschnitt eines Spielers                    |
| HS    | Höchstserie                                                 |
|       | Bester GD des Turniers                                      |
|       | Bester ED des Turniers                                      |
|       | Beste HS des Turniers                                       |
|       | 1. Platz (Gold)                                             |
|       | 2. Platz (Silber)                                           |
|       | 3. Platz (Bronze)                                           |

| Platz                      | Name           | MP  | Pkte. | Aufn. | GD    | BED    | HS  |
| -------------------------- | -------------- | --- | ----- | ----- | ----- | ------ | --- |
| 1                          | Alfredo Ferraz | 6:2 | 1861  | 36    | 51,69 | 250,00 | 499 |
| 2                          | Edmond Soussa  | 6:2 | 1571  | 36    | 43,63 | 71,42  | 272 |
| 3                          | Juan Butrón    | 4:4 | 1138  | 64    | 17,78 | 71,42  | 326 |
| 4                          | Louis Sevilla  | 2:6 | 657   | 55    | 11,94 | 11,90  | 125 |
| 5                          | Arnold Roth    | 0:8 | 832   | 67    | 12,41 | –      | 107 |
| Gruppendurchschnitt: 23,09 |                |     |       |       |       |        |     |

| Platz                      | Name          | MP  | Pkte. | Aufn. | GD    | BED    | HS  |
| -------------------------- | ------------- | --- | ----- | ----- | ----- | ------ | --- |
| 1                          | Théo Moons    | 8:0 | 2000  | 48    | 41,66 | 125,00 | 247 |
| 2                          | Jean Albert   | 6:2 | 1867  | 72    | 25,93 | 33,33  | 223 |
| 3                          | René Gabriëls | 4:4 | 1370  | 53    | 25,84 | 71,42  | 180 |
| 4                          | Emile Sicard  | 2:6 | 1699  | 65    | 26,13 | 26,31  | 308 |
| 5                          | Ludwig Meyer  | 0:8 | 795   | 42    | 18,92 | –      | 200 |
| Gruppendurchschnitt: 27,60 |               |     |       |       |       |        |     |

## Abschlusstabelle
| Platz                                  | Name           | MP   | Pkte. | Aufn. | GD    | BED    | HS  |
| -------------------------------------- | -------------- | ---- | ----- | ----- | ----- | ------ | --- |
| 1                                      | Théo Moons     | 14:0 | 3500  | 85    | 41,17 | 250,00 | 489 |
| 2                                      | Edmond Soussa  | 10:4 | 2902  | 47    | 61,74 | 500,00 | 500 |
| 3                                      | René Gabriëls  | 8:6  | 2370  | 73    | 32,46 | 125,00 | 287 |
| 4                                      | Jean Albert    | 8:6  | 2447  | 82    | 29,84 | 71,42  | 279 |
| 5                                      | Alfredo Ferraz | 6:8  | 2155  | 50    | 43,10 | 250,00 | 499 |
| 6                                      | Juan Butrón    | 6:8  | 1936  | 74    | 26,16 | 125,00 | 498 |
| 7                                      | Emile Sicard   | 2:12 | 2099  | 98    | 21,41 | 18,51  | 250 |
| 8                                      | Louis Sevilla  | 2:12 | 1627  | 118   | 13,78 | 11,90  | 165 |
| Turnierdurchschnitt: 30,36 (Endrunde)  |                |      |       |       |       |        |     |
| 9                                      | Ludwig Meyer   | 0:8  | 795   | 42    | 18,92 | –      | 200 |
| 10                                     | Arnold Roth    | 0:8  | 832   | 67    | 12,41 | –      | 107 |
| Turnierdurchschnitt: 29,01 (Insgesamt) |                |      |       |       |       |        |     |